# 군포여객
주식회사 군포여객(株式會社 軍浦旅客)은 경기도 군포시에 연고를 두는 최초의 군포시의 시내버스 회사이고, 본사는 경기도 군포시 송부로 153 (부곡동, 부곡동버스공영차고지 관리동) 내에 위치해 있다. 계열사는 같은 군포시 면허로 마을버스 회사인 군포운수가 있다. 군포교통과는 아무 관련이 없다.

## 연혁
- 2017년 3월 31일 : 창립
- 2017년 7월 10일 : 따복버스 100번 노선 운행 개시
- 2018년 4월 9일 : 따복버스 100-1번 노선 운행 개시

## 현황
2019년 1월 기준이다.
| 운행업체 | 보유 노선수 | 보유 노선수 | 보유 노선수 | 보유 노선수 | 보유 노선수 | 등록 대수 | 등록 대수 | 등록 대수 | 등록 대수 | 등록 대수 |
| -------- | ----------- | ----------- | ----------- | ----------- | ----------- | --------- | --------- | --------- | --------- | --------- |
| 운행업체 | 노선 합계   | 광역급행    | 직행좌석    | 일반좌석    | 시내일반    | 대수 합계 | 광역급행  | 직행좌석  | 일반좌석  | 시내일반  |
| 군포여객 | 2           | -           | -           | -           | 2           | 3         | -         | -         | -         | 3         |

## 운행노선

### 맞춤형버스
- ● 100번：초막골공원 ↔ 의왕역 (2017년 7월 10일 운행 개시)
- ● 100-1번：납덕골(수리산입구) ↔ 의왕역 (2018년 4월 9일 운행 개시)

## 운용 중인 차량
- 킹롱: 시티라이트 9